# Петр Павел
Петр Павел (Плана, 1. новембар 1961) јесте чешки политичар и бивши генерал војске, тренутно на позицији председника Чешке. Претходно је био председник Војног комитета НАТО-а од 2015. до 2018. године, а од 2012. до 2015. године био је начелник Генералштаба чешких оружаних снага.
Рођен у Плани у војној породици, Павел се пријавио одмах по завршетку средње школе 1983. Служио је у Чехословачкој народној армији и придружио се Комунистичкој партији Чехословачке 1985. године. Након Плишане револуције и каснијег распада Чехословачке, Павел је служио у новооснованој чешкој војсци и учествовао у евакуацији базе Карин у Хрватској, што му је донело похвале и међународно признање. Павел је напредовао у војсци да би постао начелник Генералштаба чешких оружаних снага од 2012. до 2015. године. Касније је изабран за председника Војног комитета НАТО-а између 2015. и 2018. године, поставши први војни официр из бившег Источног блока који је обављао ту функцију. Пензионисао се из војске након 44 године и отпуштен је са почастима након што му је истекао мандат.

## Рани живот и образовање
Павел је рођен 1. новембра 1961. у Плани, тада у саставу Чехословачке. Његов отац је био обавештајац који је служио у команди Западног војног округа у Табору од 1973. до 1989. Павел је завршио војну гимназију Јан Жижка у Опави . Наставио је студије на Војном универзитету копнене војске у Вишкову, дипломирао је 1983. године и потом се придружио чехословачкој војсци као падобранац, у служби као командир вода.
Године 1985, након две године обавезног периода чекања, Павел се придружио Комунистичкој партији Чехословачке, остајући члан до Плишане револуције у Чехословачкој 1989. Касније је сарађивао са дисидентима као што су Лубош Добровски и Радован Прочазка и назвао је своје чланство у Комунистичкој партији грешком, коју је искупио служећи демократском циљу.
Године 1988. Павел се придружио војној обавештајној служби и наставио студије на курсу за обавештајце на Војној академији у Брну (касније уједињеној са Универзитетом одбране ) од 1988. до 1991. После Баршунасте револуције студирао је на Одбрамбеном обавештајном колеџу у Бетезди, Колеџу за особље у Кемберлију, Краљевском колеџу за одбрамбене студије у Лондону, а дипломирао је на Краљевском колеџу у Лондону са звањем магистра међународних односа.

### Каријера вишег менаџмента
Након операције у Босни, Павел је служио на разним позицијама у чешкој војсци, укључујући војну обавјештајну службу и дипломатију. Представљао је Чешку на неколико војних дипломатских функција у Белгији, Холандији и Сједињеним Државама.
Од 1993. до 1994. Павел је био заменик војног аташеа Чешке Републике у Белгији. Од 1999. до 2002. био је представник у седишту НАТО-а у Брунсуму . Године 2003. служио је као национални војни представник у Централној команди Сједињених Држава у штабу Операције Трајна слобода у Тампи. Током америчке инвазије на Ирак 2003. године, служио је као официр за везу у америчком штабу у Катару . За то време, он је упозорио да би Ирак могао да употреби оружје за масовно уништење против нападачких снага.
Павел је постављен за бригадног генерала 2002. године. Од 2002. до 2007. године обављао је дужност команданта специјализованих снага, заменика команданта здружених снага и заменика директора Секције Министарства одбране . У годинама 2007–2009 био је војни представник Чешке при Европској унији у Бриселу, а потом 2010–2011 био је представник Чешке у Врховном штабу савезничких сила Европа у Монсу. Павел је постао генерал-мајор 2010. године, а генерал-потпуковник 2012. године. Године 2011. био је члан стручне комисије која је написала Белу књигу о одбрани, оцењивала стање и предлагала мере за унапређење одбране Чешке.
Павел је био заменик начелника Генералштаба Оружаних снага Чешке од јула 2011. до јуна 2012. године. 1. јуна 2012. унапређен је у начелника Генералштаба. На овој функцији организовао је сарадњу војске и академика и трибине о одбрамбеним и безбедносним питањима.

## Председничка кампања 2023
2019. године, лидери Грађанске демократске странке, КДУ-ЧСЛ, ТОП 09, Градоначелници и независни и Чешке пиратске партије састали су се да разговарају о потенцијалним кандидатима за следеће председничке изборе. Наведено је да је Павел био кандидат о којем се највише разговарало на састанку.
Павел је 29. јуна 2022. објавио своју намеру да се кандидује на чешким председничким изборима 2023. године . Рекао је да жели да победи на изборима како Чешка не би морала да се осрамоти због свог председника. Павел је започео своју званичну кампању 6. септембра 2022, рекавши да жели да „врати ред и мир у Чешку Републику“, на прозападној, проевропској, и антипопулистичкој платформи, ставове за које се залагао током своје каријере високог војног менаџмента. 4. октобра 2022. био је један од три кандидата које је подржао изборни савез Сполу (Грађанска демократска странка, КДУ-ЧСЛ и ТОП 09). 
Први круг је одржан 13. и 14. јануара 2023. године. Павел је добио 1.975.056 гласова (35,4%). Завршио је тесно испред бившег чешког премијера Андреја Бабиша, са којим се пласирао у други круг. Павел је победио Бабиша у другом кругу, добивши 58,32% гласова (3.358.926 гласова) према Бабишовим 41,67%. Истог дана му је победу у Прагу честитала лично председница Словачке Зузана Чапутова. Павел ће 9. марта наслиједити одлазећег предсједника Милоша Земана.
Павел планира своја прва инострана путовања у Словачку, Пољску и Украјину како би уверио Чешку у међународне обавезе и изразио подршку Украјини против руске инвазије 2022. године. Пољски председник Анџеј Дуда и украјински председник Володимир Зеленски такође су били први страни лидери са којима је разговарао као новоизабрани председник. Он је такође имао телефонски разговор са тајванским председником Цаи Инг-веном у првим данима након избора како би потврдио ближи дипломатски односи између Чешке Републике и Тајвана, што је изазвало критике Кине.